# Karl Renner
Karl Renner ( [kaʁl ˈʀɛnɐ] ?; født 14. december 1870, død 31. december 1950) var østrigsk jurist, retssociolog og politiker. Han var statskansler fra 1918 til 1920 og igen i 1945. I december 1945 valgtes han til det genoprettede Østrigs første forbundspræsident, hvilken post han beklædte til sin død.
Efter afsluttede jurastudier blev Karl Renner i 1896 ansat i det østrigske rigsråds (parlaments) bibliotek. I 1907 blev han indvalgt i rigsrådet. Efter det østrig-ungarske monarkis sammenbrud i 1918 blev Renner statskansler (regeringschef) i republikken Tysk-Østrig. Han undertegnede den 10. september 1919 Saint-Germain-traktaten, der for Østrigs vedkommende fastlagde fredsbetingelserne efter 1. verdenskrig, og som bl.a. forhindrede, at Tysk-Østrig sluttede sig sammen med Tyskland. Han forblev medlem af parlamentet og var dets formand fra 1931 til 1933.
Også efter at Østrig ved Anschluss i 1938 faktisk blev indlemmet i Tyskland, var Renner tilhænger af sammenslutningen. Som de fleste andre socialdemokratiske politikere og store dele af befolkningen betragtede han Østrig som en del af Tyskland.
Renner tilbragte årene under det nazistiske styre 1938 – 1945 tilbagetrukket i sin villa, medens andre politikere gik i eksil eller endte i koncentrationslejre.
I april 1945 tilbød Renner sig over for Stalin som leder af en regering for et genoprettet Østrig, og han dannede en samlingsregering med deltagelse af socialdemokrater (SPÖ), konservative (ÖVP) og kommunister (KPÖ). Trods nogen skepsis fra USA, Storbritannien og Frankrig opnåede han også disse sejrs- og besættelsesmagters anerkendelse og tillid. I december 1945 valgtes han til det genoprettede Østrigs, den 2. republiks, første præsident.